# Tannerre-en-Puisaye
 Tannerre-en-Puisaye  es una población y comuna francesa, en la región de Borgoña, departamento de Yonne, en el distrito de Auxerre y cantón de Bléneau.

## Demografía

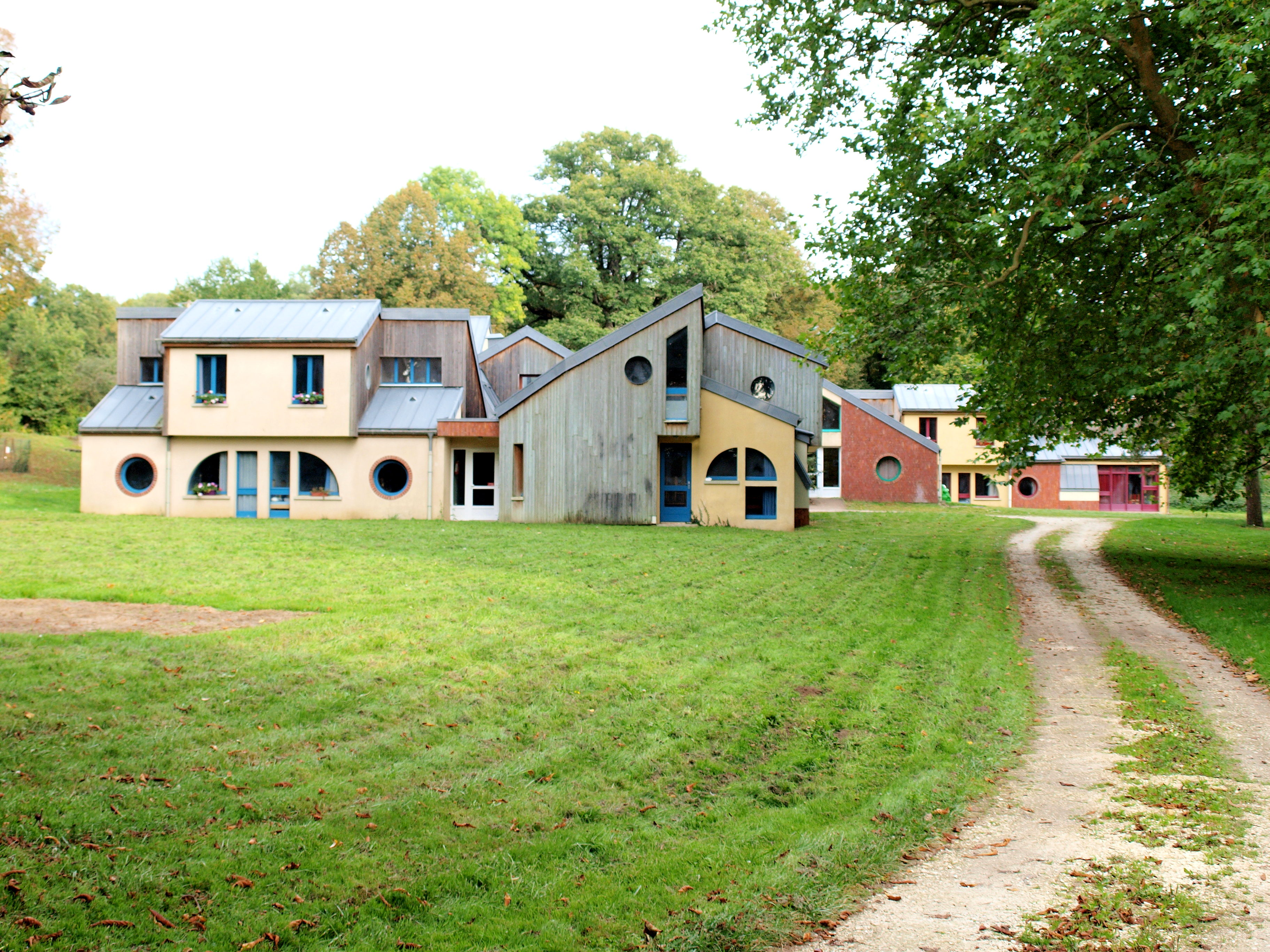
Arquitectura de la Villa

| 421 | 373 | 335 | 286 | 256 | 309 |
| Para los censos de 1962 a 1999 la población legal corresponde a la población sin duplicidades (Fuente: INSEE [Consultar]) |     |     |     |     |     |